# 戸田市消防本部
戸田市消防本部（とだししょうぼうほんぶ）は、埼玉県戸田市の消防部局（消防本部）。管轄区域は戸田市全域。

## 概要
- 消防本部：戸田市大字新曽1875-1
- 管内面積：18.17km2
- 職員定数：139人
- 消防署1カ所、分署2カ所
- 主力機械（2019年4月1日現在）
  - 水槽付消防ポンプ自動車：5
  - はしご付消防自動車：2
  - 化学消防自動車：1
  - 水槽車：1
  - 救助工作車：1
  - 高規格救急自動車：5
  - 資機材搬送車：2
  - 災害支援車：1
  - 指揮車：1
  - 指令車：1
  - 査察車：2
  - 防災学習車：1
  - 連絡車：7

## 沿革
- 1965年4月1日　戸田町消防本部・戸田町消防署を開設。消防職員定数22名で発足。
- 1965年10月25日　消防本部・消防署新庁舎が落成。
- 1966年4月1日　消防職員定数を26名に改正。
- 1966年9月27日　消防職員定数を30名に改正。
- 1966年10月1日　市制施行。戸田市消防本部・戸田市消防署に改称。救急業務を開始。
- 1967年4月1日　消防職員定数を31名に改正。
- 1968年4月1日　消防職員定数を46名に改正。
- 1970年4月1日　消防職員定数を49名に改正。
- 1970年10月9日　消防職員定数を70名に改正。
- 1971年9月1日　西部分署が落成。
- 1972年10月9日　消防職員定数を76名に改正。
- 1973年10月3日　消防職員定数を81名に改正。
- 1976年12月22日　消防職員定数を98名に改正。
- 1978年9月26日　消防職員定数を115名に改正。
- 1990年11月1日　消防本部・消防署新庁舎が業務開始。旧庁舎は東部分署に変更。
- 1993年4月1日　消防職員定数を139名に改正。
- 1999年3月12日　高規格救急車を配備。（同年5月1日運用開始）
- 2015年4月1日　戸田市消防署組織規程の一部改正により、三交代制勤務を開始。
- 2020年4月1日　消防職員定数を168名に改正。

## 組織
- 本部 - 総務課、予防課、警防課
- 消防署 - 消防第1課、消防第2課、消防第3課

## 消防署
| 名称         | 消防署建物 | 所在地         | 分署 | 分署      | 所在地      |
| 名称         | 消防署建物 | 所在地         | 名称 | 分署建物  | 所在地      |
| ------------ | ---------- | -------------- | ---- | --------- | ----------- |
| 戸田市消防署 |            | 大字新曽1875-1 | 東部 |           | 下前1-14-20 |
| 戸田市消防署 | 西部       | 大字新曽1875-1 |      | 笹目5-9-1 |             |

## 相互応援協定
市境付近で発生した災害(救急含む)や市内で発生した大規模災害等に対して迅速に活動できるよう、隣接する消防機関等と「消防相互応援協定」を締結し、日頃から近隣市等で発生した災害へ出動している。
- さいたま市消防局
- 蕨市消防本部
- 川口市消防局
- 埼玉県南西部消防局
- 東京消防庁（東京都）
- 東京外環自動車道消防相互応援協定：（埼玉県南西部消防局・さいたま市消防局・川口市消防局・草加八潮消防組合・三郷市消防本部・松戸市消防局・市川市消防局・浦安市消防本部・東京消防庁）
- 埼玉県下の全市町村（大規模な火災や集団災害発生時）
- 埼玉県防災航空隊